# Georgie Dann
Pour les articles homonymes, voir Dann.
 (avril 2017).
Si vous disposez d'ouvrages ou d'articles de référence ou si vous connaissez des sites web de qualité traitant du thème abordé ici, merci de compléter l'article en donnant les références utiles à sa vérifiabilité et en les liant à la section « Notes et références ».
Georgie Dann, nom de scène de Georges Mayer Dahan, né le 14 janvier 1940 à Paris et mort le 3 novembre 2021 à Majadahonda, (Espagne), est un chanteur français ayant essentiellement fait carrière en Espagne.

## Biographie
Né dans une famille de musiciens et d'artistes, Georgie Dann a une formation musicale dès l'enfance. Il a étudié pendant 9 ans au Conservatoire de Paris, et est devenu un expert de la clarinette[réf. nécessaire], en plus de jouer du saxophone et de l'accordéon. Il a également obtenu le diplôme de professeur des écoles[réf. nécessaire].
Il développe sa carrière artistique, d'abord en France, où il a fait partie de groupes pop[réf. nécessaire]. Il arrive en 1965 en Espagne afin de représenter son pays lors du Festival de la Méditerranée, avec la chanson Tout ce tu sais. Il s'y établit et, spécialisé dans la chanson de l'été, son premier grand succès est Casatschok. Il est devenu très populaire, connaissant un grand succès dans les années 1970 et 1980[réf. nécessaire], avec des chansons aux refrains accrocheurs et dansants, et des paroles parfois grivoises comme El Bimbó, Macumba, Carnaval, et L'Africain, snack bar, Barbecue, La Koumbo, La colombe Blanche, Quand le son de l'Accordéon, Cocktail Tropical, Les Dinosaures, Les Noirs ne Peuvent pas, Mi Cafetal, Bière, etc.
Ses vidéoclips musicaux sont les premiers à être  diffusés à la télévision publique espagnole (TVE).
Il succombe le 3 novembre 2021 à l'hôpital Puerta de Hierro située près de Madrid, lors d'une opération chirurgicale à la hanche.

### Vie privée
Georgie Dann résidait à Madrid.
En 1974, il se marie avec l'Espagnole Emy, avec qui il a trois enfants, nés à Madrid. Deux d'entre eux, Patricia et Paul, forment le duo Calle París.

## Discographie
- La contraprotesta (1967)
- Casatschok (1969)
- El dinosaurio (1972)
- El bimbó (1975)
- Campesino (1976)
- Mi cafetal (1977)
- A todo ritmo (1983)
- Arrasando (1984)
- El africano (1985)
- Macumba (1986)
- El negro no puede... (1987)
- El chiringuito (1988)
- Enrollate (1990)
- El veraneo (1993)
- Cachete, pechito y ombligo (1996)
- La duchita (1998)
- Vamos a la pista (2003)
- Dale, dale (2004)
- El rey del verano (2007)
- Los huevos (2010)
- La batidora (2012)
- La Cerveza (2013)

## Chansons de l'été
- 1964 : Si yo canto
- 1965 : Se acabó
- 1966 : Ay mama Mallorca
- 1967 : El mundo es así
- 1969 : Casatschok
- 1970 : Santiago
- 1972 : El Dinosaurio
- 1974 : La rana
- 1975 : El Bimbó
- 1975 : Campesino
- 1976 : Paloma blanca (George Baker Selection)
- 1977 : Mi cafetal
- 1977 : Eres como una paloma
- 1980 : Moscou
- 1980 : El jardín de Alá
- 1982 : Koumbó
- 1983 : Carnaval, Carnaval
- 1985 : El africano
- 1986 : Macumba
- 1987 : El negro no puede...
- 1988 : El chiringuito
- 1994 : La Barbacoa
- 2003 : Vamos a la Pista
- 2004 : Dale-Dale
- 2007 : Mecagüentó
- 2010 : La gallina cha-cha-cha
- 2011 : El veranito
- 2012 : A viajar
- 2013 : La Cerveza

## Autres chansons
- 1985 : Tahiti
- 1985 : Es Karneval
- 1985 : Llévame a la costa del Sol
- 1985 : Levanta la Moral